# Origes chloroticus
Origes chloroticus là một loài nhện trong họ Sparassidae.
Loài này thuộc chi Origes. Origes chloroticus được Cândido Firmino de Mello-Leitão miêu tả năm 1945.